# Alasevce
Alasevce (macedónul: Алашевце, albánul Allasheci) település Észak-Macedóniában, a Északkeleti körzetben, Lipkovo községben.

## Népesség
| Lakosok száma | 496  | 340  | 307  | 334  | 283  |      | 158  | 126  | 89   |
|               | 1948 | 1953 | 1961 | 1971 | 1981 | 1991 | 1994 | 2002 | 2021 |

- 2002-ben 126 lakosa volt, akik közül 119 albán és 7 egyéb.